# Copa de España veldrijden 2016
De Copa de España veldrijden 2016 is de eerste editie van de Spaanse Beker Veldrijden. Het regelmatigheidscriterium van de Koninklijke Spaanse Wielerbond omvatte zes wedstrijden.

## Podia
| Categorie     | Winnaar        | Tweede         | Derde           |
| ------------- | -------------- | -------------- | --------------- |
| Mannen elite  | Ismael Esteban | Felipe Orts    | Aitor Hernández |
| Vrouwen elite | Aida Nuño      | Lucía González | Alicia González |

## Wedstrijdschema
| Nr | Datum      | Cross          | Winnaar                  | Leider              | Winnares  | Leidster  |
| -- | ---------- | -------------- | ------------------------ | ------------------- | --------- | --------- |
| 1  | 29-10-2016 | Llodio         | Ismael Esteban           | Ismael Esteban      | Aida Nuño | Aida Nuño |
| 2  | 30-10-2016 | Muskiz         | Vincent Baestaens        | Esteban / Baestaens | Aida Nuño | Aida Nuño |
| 3  | 06-11-2016 | Karrantza      | Javier Ruiz de Larrinaga | Ismael Esteban      | Aida Nuño | Aida Nuño |
| 4  | 13-11-2016 | Les Franqueses | Ismael Esteban           | Ismael Esteban      | Aida Nuño | Aida Nuño |
| 5  | 27-11-2016 | Manlleu        | Aitor Hernández          | Ismael Esteban      | Aida Nuño | Aida Nuño |
| 6  | 10-12-2016 | Elorrio        | Ismael Esteban           | Ismael Esteban      | Aida Nuño | Aida Nuño |

## Eindstand

### Mannen elite
| Pos. | Renner                       | Ploeg                          | LLO | MUS | KAR | LES | MAN | ELO | Punten |
| ---- | ---------------------------- | ------------------------------ | --- | --- | --- | --- | --- | --- | ------ |
| 1    | Ismael Esteban               | El Repecho Club Ciclista       | 1   | 4   | 2   | 1   | 2   | 1   | 115    |
| 2    | Felipe Orts                  | Ginestar-Delikia-Ridley        | -   | 2   | 3   | 2   | 3   | 2   | 92     |
| 3    | Aitor Hernández              | Ermuko T.E.                    | 3   | 3   | 5   | 3   | 1   | 3   | 89     |
| 4    | Javier Ruiz de Larrinaga     | Zuiano C.C.                    | 6   | 7   | 1   | 7   | -   | -   | 53     |
| 5    | Kevin Suárez Fernández       | Gomur-Liebana 2017-Ferroatlant | 2   | 5   | 4   | -   | -   | -   | 46     |
| 6    | Vincent Baestaens            | BKCP-Corendon                  | 4   | 1   | -   | -   | -   | -   | 39     |
| 7    | Alejandro Iglesias Fernandez | C.C. Valle de Castañeda        | 9   | 6   | 15  | 13  | 11  | 8   | 33     |
| 8    | Isaac Simon Sanchez          | Esteve Grup Esportiu           | -   | 10  | 12  | 4   | 7   | -   | 33     |
| 9    | Óscar Pujol                  | -                              | -   | -   | -   | 6   | 4   | -   | 24     |
| 10   | Tomás Misser Vilaseca        | Llinars, la Perdiu C.C.        | -   | -   | -   | 5   | -   | 7   | 21     |

| Legenda | Legenda | Legenda | Legenda  | Legenda        | Legenda                        | Legenda |
| ------- | ------- | ------- | -------- | -------------- | ------------------------------ | ------- |
| 1e plek | 2e plek | 3e plek | 4 t/m 15 | niet meegeteld | - geen punten of geen deelname |         |

### Vrouwen elite
| Pos. | Renner                 | Ploeg                          | LLO | MUS | KAR | LES | MAN | ELO | Punten |
| ---- | ---------------------- | ------------------------------ | --- | --- | --- | --- | --- | --- | ------ |
| 1    | Aida Nuño              | MMR Bikes                      | 1   | 1   | 1   | 1   | 1   | 1   | 125    |
| 2    | Lucía González         | Lointek Team                   | -   | -   | 3   | 2   | 2   | 4   | 70     |
| 3    | Alicia González        | Lointek Team                   | -   | -   | 2   | 3   | 3   | 3   | 68     |
| 4    | Sofia Rodriguez Revert | Hyundai Koryo Car              | 6   | 4   | 12  | 10  | 8   | 12  | 42     |
| 5    | Paula Diaz Lopez       | Garaje Paco                    | 4   | 10  | 9   | -   | 9   | 9   | 41     |
| 6    | Gaelle Poirier         | -                              | 2   | 2   | -   | -   | -   | -   | 40     |
| 7    | Irene Trabazo Bragado  | Multiservicios Rio Miera-Merue | 8   | 9   | 6   | 11  | -   | 11  | 35     |
| 8    | Amira Mellor           | Next-Women                     | -   | -   | -   | 7   | 4   | 6   | 33     |
| 9    | Olatz Odriozola Mugica | Bizikleta.com                  | -   | -   | 10  | 4   | 5   | -   | 32     |
| 10   | Sandra Trevilla        | Multiservicios Rio Miera-Merue | -   | 5   | 5   | 9   | -   | -   | 31     |
| 11   | Eider Merino           | Lointek Team                   | 3   | -   | 15  | -   | -   | 5   | 29     |
| 16   | Alba Teruel            | Lointek Team                   | -   | -   | -   | -   | -   | 2   | 20     |
| 20   | Isabel Martin          | Guttrans                       | -   | 3   | -   | -   | -   | -   | 16     |

## Puntenverdeling
De rijders verdienden punten per wedstrijd aan de hand van de volgende tabel. Van de zes wedstrijden telden er vijf mee.
| Positie | 1  | 2  | 3  | 4  | 5  | 6  | 7 | 8 | 9 | 10 | 11 | 12 | 13 | 14 | 15 | telt niet |
| Punten  | 25 | 20 | 16 | 14 | 12 | 10 | 9 | 8 | 7 | 6  | 5  | 4  | 3  | 2  | 1  | 0         |

Kampioenschappen:  Wereldkampioenschappen ·
 Europese kampioenschappen ·
 Belgische kampioenschappen ·
 Nederlandse kampioenschappen
Klassementen:  Wereldbeker ·
 Superprestige ·
 DVV Verzekeringen/IJsboerke Trofee ·
 EKZ CrossTour ·
 TOI TOI Cup ·
 National Trophy Series ·
 Coupe de France ·
 Copa de España ·
 New England Series
Overig:  Brico Cross ·
 Soudal Classics
2016 · 2017 · 2018 · 2019 · 2020 · 2021 · 2022 · 2023 · 2024